# مدل آیزینگ
مدل آیزینگ (به انگلیسی: Ising Model)‌ (‎/ˈaɪsɪŋ/‎; آلمانی: [ˈi:zɪŋ]) که به افتخار فیزیکدان ارنست آیزینگ به نام او نامگذاری شده‌است یک مدل ریاضی از فرومغناطیس در مکانیک آماری است. این مدل متشکل از متغیرهای گسسته است که نشان دهنده جهت گشتاور دوقطبی‌های اتم است و می‌تواند در یکی از دو حالت (+۱ یا -۱) باشد. این جهت چرخش‌ها به صورت یک گراف مشبکه (Lattice) قرار می‌گیرند به طوریکه هر جهت چرخش بتواند با همسایگان در تعامل باشد. این مدل اجازه می‌دهد تا انتقال فاز به عنوان یک مدل ساده از مدل اصلی شناسایی شود. مدل Ising به صورت گراف مشبکه مربعی دوبعدی یکی از ساده‌ترین مدل‌های احتمالاتی برای نشان دادن انتقال فاز است.
مدل آیزینگ توسط فیزیکدان Wilhelm Lenz (۱۹۲۰) که این مدل را به عنوان یک مسئله به دانشجوی خود ارنست آیزینگ داده بود اختراع شد. مدل یک‌بعدی Ising را خود آیزینگ در پایان‌نامه‌اش به سال ۱۹۲۴ میلادی حل کرد. اما مدل لاتیس دوبعدی مربعی Ising بسیار سخت‌تر بود و سال‌ها بعد توسط Lars Onsager (۱۹۴۴) تحلیل شد. اگرچه راه‌های زیادی برای حل آن ارائه شده، راه حل متداول ماتریس انتقال است گر چه وجود دارد که بیشتر به تئوری میدان کوانتومی مرتبط است.
در ابعاد بالاتر از چهار، انتقال فاز مدل Ising با تئوری میدان میانگین توضیح داده‌می‌شود.

## تعریف
یک مجموعه رئوس مشبکه Λ را در نظر بگیرید که هر کدام با مجموعهٔ رئوس مجاور (به عنوان مثال یک گراف) که تشکیل یک مشبکه d-بعدی را می‌دهند. برای هر رأس مشبکه k ∈ L یک متغیر گسسته σk وجود دارد به طوری که σk ∈ {+۱, -۱} که در واقع نشان دهنده جهت چرخش اتم در مدل واقعی است. یک پیکربندی برای چرخش σ = (σk)k ∈ Λ است که در واقع انتسابی برای هر رأس این مشبکه است.
برای هر دو رأس مجاور i, j ∈ Λ یک یال Jij وجود دارد. همچنین یک رأس j ∈ L دارای یک میدان مغناطیسی خارجی hj است که با آن تعامل دارد. انرژی یک پیکربندی σ از تابع هامیلتونی به شکل زیر به دست می‌آید.
{\displaystyle H(\sigma )=-\sum _{\langle i~j\rangle }J_{ij}\sigma _{i}\sigma _{j}-\mu \sum _{j}h_{j}\sigma _{j}}
که در آن اولین جمع روی مجموعه چرخش‌های مجاور در گراف است (هر چرخش یک بار). نماد <ij> نشان می‌دهد که سایت‌های i و j همسایه مجاور هستند. در این‌جا گشتاور مغناطیسی µ است. توجه داشته باشید که علامت عبارت دوم در بالا در واقع باید مثبت باشد زیرا گشتاور مغناطیسی الکترون مخالف جهت چرخش آن است اما این عبارت به این صورت مصطلح‌تر است. احتمال پیکربندی از توزیع بولتزمن با β ≥ ۰ به دست می‌آید:
{\displaystyle P_{\beta }(\sigma )={e^{-\beta H(\sigma )} \over Z_{\beta }},}
که در آن β = (kBT)−1
و ثابت نرمال‌سازی به صورت زیر است:
{\displaystyle Z_{\beta }=\sum _{\sigma }e^{-\beta H(\sigma )}}
برای یک تابع f از چرخش‌ها (که مشهود باشد) این مقدار از رابطه زیر که در واقع امید ریاضی f نشان داده می‌شود:
{\displaystyle \langle f\rangle _{\beta }=\sum _{\sigma }f(\sigma )P_{\beta }(\sigma )\,}
احتمال پیکربندی Pβ(σ) نشان دهنده احتمال بودن در یک وضعیت با تنظیمات σ است به شرط اینکه در تعادل باشد.

### بحث
علامت منفی در هر یک از عبارات تابع هامیلتونی H(σ) مرسوم است. با استفاده از این علامت مرسوم مدل Ising را می‌توان نشانه تعامل که به این صورت است طبقه‌بندی کرد:
اگر برای همه i, jها داشته باشیم:
{\displaystyle J_{ij}>0} تعامل فرومغناطیس نامیده می‌شود
{\displaystyle J_{ij}<0} تعامل پادفرومغناطیس نامیده می‌شود
{\displaystyle J_{ij}=0}جهات چرخش غیر تعاملی هستند
در غیر این صورت سیستم به نام غیر فرومغناطیس نامیده می‌شود.
در مدل آیزینگ فرومغناطیس، جهت چرخش میل به تراز دارد: پیکربندی که در جهات چرخش مجاور که هم‌جهت باشند محتمل‌تر هستند. از طرف دیگر در یک مدل پادفرومغناطیس جهات چرخش همسایه تمایل دارند که جهات مخالفی داشته‌باشند.
نشانه مصطلح H(σ) همچنین توضیح می‌دهد که چگونه یک چرخش رأس j با میدان خارجی تعامل دارد. به عبارت دیگر، چرخش رأس می‌خواهد با میدان خارجی همراستا شود. اگر:
{\displaystyle h_{j}>0} رأس j تمایل دارد که در جهت مثبت قرار بگیرد
{\displaystyle h_{j}<0} رأس j تمایل دارد که در جهت منفی قرار بگیرد
{\displaystyle h_{j}=0} هیچ تأثیری از میدان خارجی بر جهت چرخش وجود ندارد.

### ساده‌سازی
مدل Ising اغلب بدون در نظر گرفتن تعامل خارجی با مشبکه بررسی می‌شود که مانند قرار دادن h = ۰ برای همه رئوس است. با استفاده از این ساده‌سازی هامیلتونی به این صورت می‌شود:
{\displaystyle H(\sigma )=-\sum _{\langle i~j\rangle }J_{ij}\sigma _{i}\sigma _{j}.}
زمانی که میدان خارجی در همه جا صفر باشد یعنی h=۰، مدل Ising در تعویض مقادیر چرخش‌ها در همه رئوس متقارن است اما یک میدان غیر صفر این تقارن را از بین می‌برد.
یک ساده‌سازی دیگر این است که فرض کنیم همه همسایه‌های مجاور <ij> قدرت تعامل مشابهی دارند. پس از آن می‌توانیم Jij را برای همه i,jها در Λ برابر با J قرار دهیم. در این صورت رابطه هامیلتونی به‌ای صورت می‌شود:
{\displaystyle H(\sigma )=-J\sum _{\langle i~j\rangle }\sigma _{i}\sigma _{j}.}

### سوالات
تعداد قابل توجهی از سوالات در زمینهٔ احتمالاتی که دربارهٔ این مدل به ذهن می‌رسد در زمینه تعداد چرخش هاست:
- در یک پیکربندی معمولی بیشتر چرخش‌ها +۱ هستند یا -۱ یک به‌طور مساوی تقسیم شده‌اند.

اگر یک چرخش در هر رأس i برابر ۱ باشد احتمال اینکه در رأس j هم برابر ۱ باشد چیست؟
- اگر β تغییر کند، آیا انتقال فاز اتفاق می‌افتد؟
- در یک مشبکه Λ، ابعاد فراکتال شکل یک خوشه بزرگ از چرخش‌های +۱ چیست؟

## خواص اساسی و تاریخچه

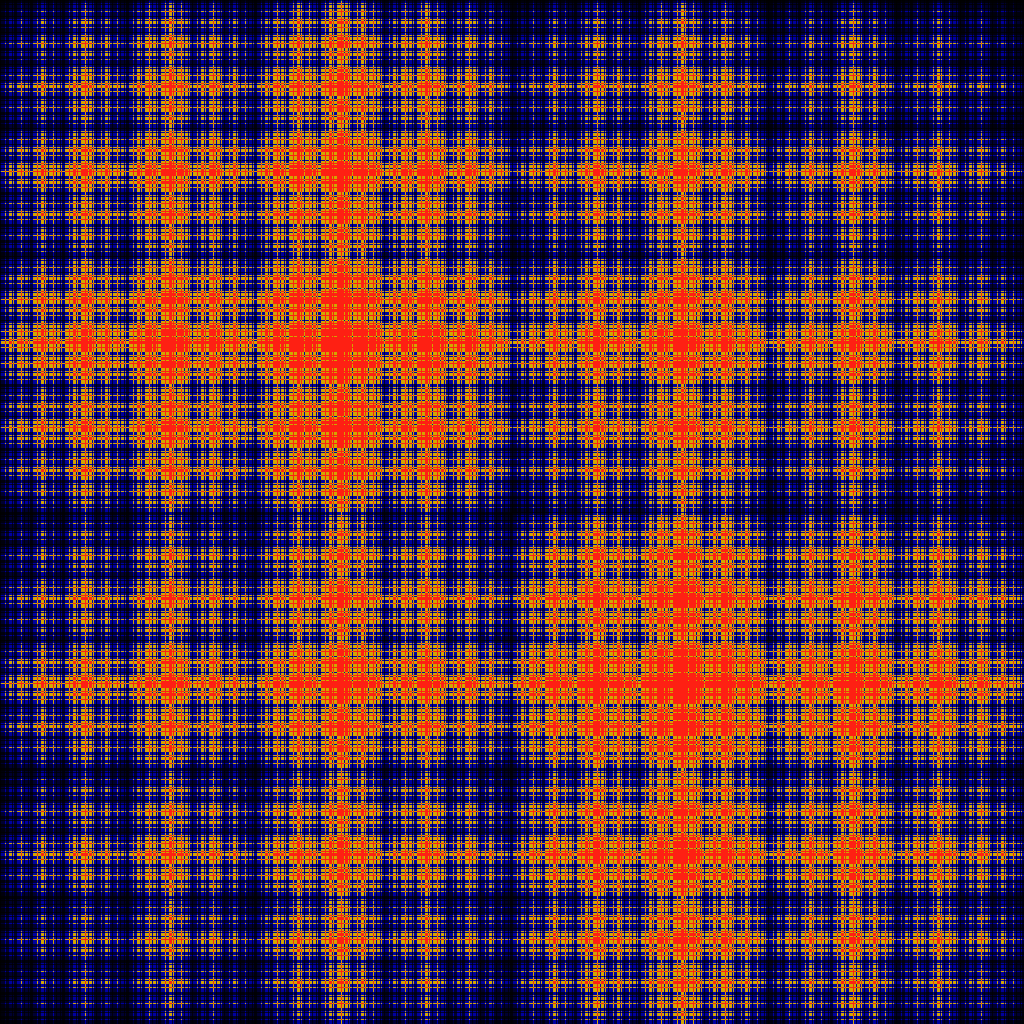
تجسم تغییرناپذیر با انتقال مقادیر احتمال مدل آیزینگ یک بعدی

حالتی از مدل آیزینگ که بیش از بقیه مطالعه شده‌است مدل تغییرناپذیر با انتقال فرومغناطیس میدان-صفر در مشبکه d-بعدی است، به عبارتی:
Λ = Zd, Jij = 1, h = 0
آیزینگ در پایان‌نامه دکتری خود در سال ۱۹۲۴، مدل آیزنگ با d=۱ را حل کرد، که می‌توان آن را به عنوان مدل خطی افقی در نظر گرفت که تنها با همسایه‌های سمت راست و چپ خود تعامل دارد. برای مدل یک بعدی راه حل نکته‌ای برای انتقال فاز ارائه نمی‌دهد. به عبارتی برای هر β مثبت همبستگی‌های به فرم <σiσj> دارای کاهش از مرتبه نمایی با مقدار |i − j| هستند:
{\displaystyle \langle \sigma _{i}\sigma _{j}\rangle _{\beta }\leq C\exp(-c(\beta )|i-j|),\,}
در حالی که سیستم بی نظم است. بر این پایه این نتیجه او به اشتباه نتیجه گرفته بود که این مدل رفتار فازی را در هیچ ابعادی نشان نمی‌دهد.

### چرخش
با مدل آیزینگ به اصطلاح چرخش، همچنین می‌تواند توضیح داده شود معمول هامیلتونی
{\displaystyle {\hat {H}}=-{\frac {1}{2}}\,\sum J_{i,k}\,S_{i}\,S_{k},}
که در آن S-متغیرهای توصیف آیزینگ چرخش در حالی که J,i، k گرفته شده از یک توزیع تصادفی. برای چرخش عینک معمولی توزیع را انتخاب پادفرومغناطیس اوراق قرضه با احتمال p فرومغناطیس و اوراق قرضه با احتمال ۱ − pاست. این اوراق قرضه ثابت ماندن یا "quenched" حتی در حضور نوسانات حرارتی. زمانی که p = ۰ ما اصلی در مدل آیزینگ. این سیستم سزاوار علاقه خود را دارد؛ به خصوص یکی است "غیر ergodic" خواص منجر به عجیب و غریب آرامش رفتار.| توجه زیادی شده‌است و همچنین جذب مربوط به اوراق قرضه و سایت رقیق مدل آیزینگ به خصوص در دو بعد منجر به جذاب رفتار بحرانی است.